# Gete (Burgos)

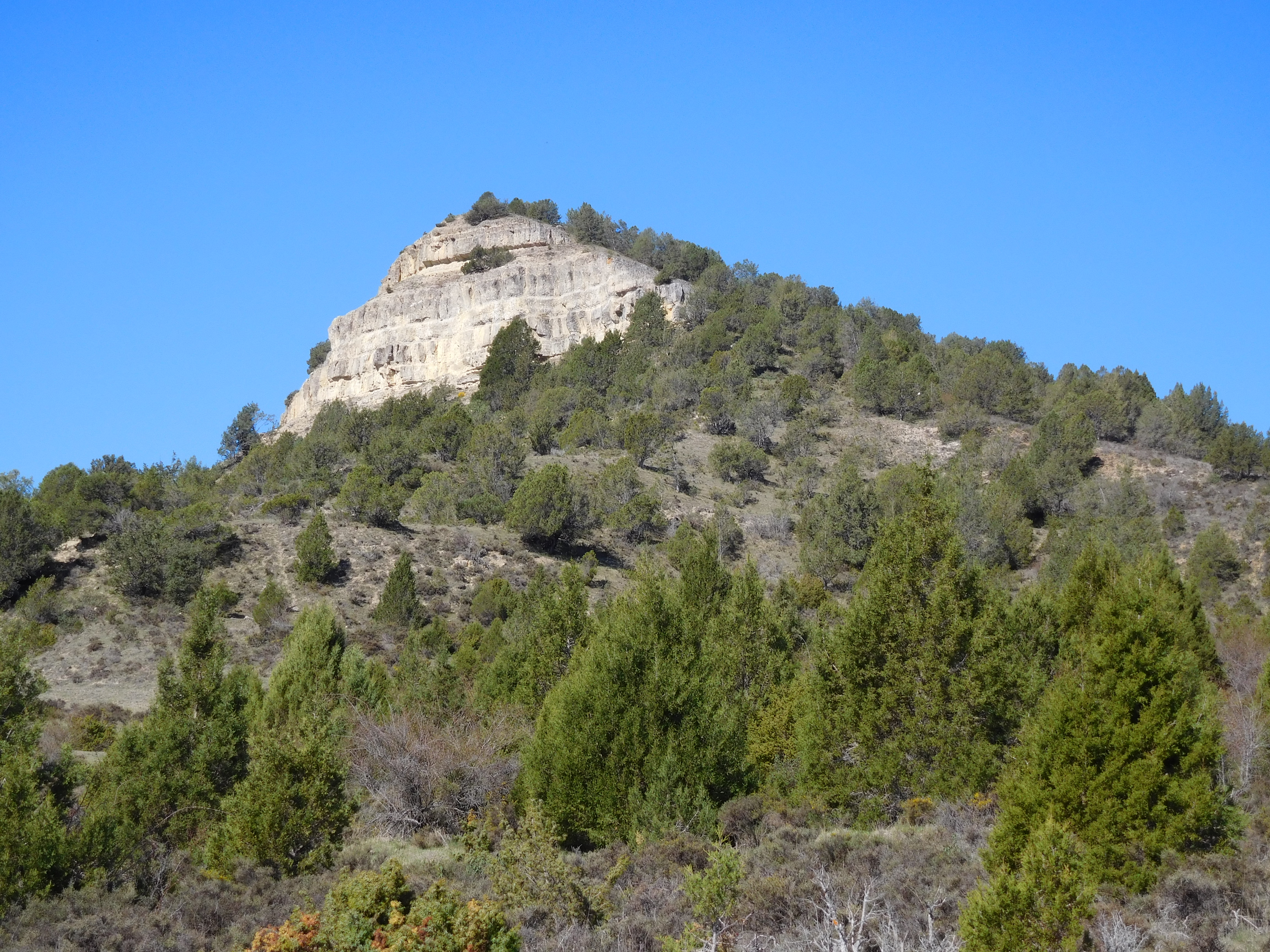
Cuerno de Gete.

Gete es una pequeña localidad que pertenece al municipio de Pinilla de los Barruecos, situada al sureste de la provincia de Burgos, en la comunidad autónoma de Castilla y León (España).

## Geografía
Gete es una localidad situada a 59 km de Burgos perteneciente al municipio de Pinilla de los Barruecos.
Limita al norte con Carazo y Villanueva de Carazo, al este con Cabezón de la Sierra, al sur con Pinilla de los Barruecos y al oeste con Mamolar. Se encuentra en el fondo de un valle entre las Peñas de Carazo y del Alto del Cuerno.
Próximo al pueblo pasa el río Gete.

## Historia
Aunque hay vestigios arqueológicos que aseveran que la zona estuvo poblada (no se sabe si ininterrumpidamente) desde la Edad de Hierro, y que pudo ser un asentamiento con influjo celta, los registros referenciados que encontramos son de la Baja Edad Media. El origen de esta población, por tanto, hay que buscarlo en el proceso de reorganización del territorio que tiene lugar desde finales del siglo IX. La población como tal no aparece en ningún documento, sino en relación con las posesiones que diferentes miembros de la nobleza local entregan en el siglo XI al monasterio de San Miguel de Silos. Conocemos por la documentación de Silos que el último abad, señor del monasterio de San Miguel de Silos, se llamaba Nuño de Gete, lo que nos hace suponer que bien pudiera proceder de esta tierra. En todo caso lo que podemos identificar como el antecedente del actual núcleo de población parece que se fue conformando a lo largo del siglo XI o tal vez en la centuria precedente, posiblemente incardinado en el Alfoz de Lara pese a que parte de la jurisdicción perteneciera al monasterio de Silos desde mediados del siglo XI.
No hay datos documentales, pero el hecho de que la primera referencia cierta a la población se halle en el censo de 1591-1594 nos inclina a pensar que desde el siglo XI estuvo bajo la jurisdicción primero de San Miguel y más tarde bajo la de San Miguel y San Sebastián de Silos. Por tanto fue siempre un lugar de abadengo hasta que en la década de los treinta del siglo XV pasara a formar parte del señorío de los Velasco. Efectivamente, en el citado censo la población «Gete» aparece integrada, dentro la actual provincia de Burgos, en las «Tierras del Condestable» y en la jurisdicción de «Santo Domingo de Silos con sus arrabales». El que sea a finales del siglo XVI cuando por primera vez tenemos noticia documentada de la aldea y que la misma esté vinculada a las tierras del Condestable, dentro de la jurisdicción de Santo Domingo Silos, tal vez sea la demostración de que, desde 1432, estuvo vinculada al señorío de Pedro Fernández de Velasco y que con anterioridad fue del abad de Silos.
El catastro de la Ensenada, elaborado en el año 1752, es la fuente documental que más nos aporta en cuanto a la situación económica, las actividades y los oficios. Por esa pesquisa y a través del Diccionario o Nomenclátor conocemos que la situación de Gete era la de lugar de señorío dentro del partido de Can de Muñó. Gete adquirirá en el año 1843 la independencia jurídica y empezará funcionar como ayuntamiento constitucional. Sabemos que en ese momento el lugar contaba con 38 habitantes. En esta nueva demarcación se incardinará dentro del partido de Salas de los Infantes al que sigue vinculado en la actualidad. El liberal Pascual Madoz, en su obra "Diccionario geográfico-estadístico-histórico de España y sus posesiones de Ultramar”, que publicara entre 1845 y 1850, dice que tenía 15 casas, incluida la casa consistorial, esta última de mala calidad; que en aquel momento pasaba por él el camino que iba hacia Soria, Arauzo, Huerta, Salas y Burgos; que tenía ocho vecinos, una población de 38 personas y que aportaba una contribución de 323 reales y 18 maravedíes. En 1903 se anexionó a Pinilla de los Barruecos tras la firma de su anexión por Don Simón Mamolar Barguilla (Alcalde de Pinilla de los Barruecos) después de haber sido municipio independiente, pero debido a la pérdida de población que sufría durante el éxodo rural de 1960, optó por la anexión a Pinilla de los Barruecos.[cita requerida]

## Patrimonio y arquitectura popular
- Destaca en la villa su iglesia de la Inmaculada Concepción. En el templo parroquial de planta de salón, organizado en tres naves mediante los correspondientes pies derechos y de estilo románico, sobresale su alta torre, en la que se aprecian las reformas posteriores a la torre inicial. Corona la torre un campanario con una veleta de forja. La iglesia fue construida en piedra sillería de aparejo por Juan Gonzalo, conocido popularmente como el Tío Risas, que fue un gran cantero de la época admirado por haber erigido, entre otras edificaciones, la ermita de Santa Lucía, en Hacinas.

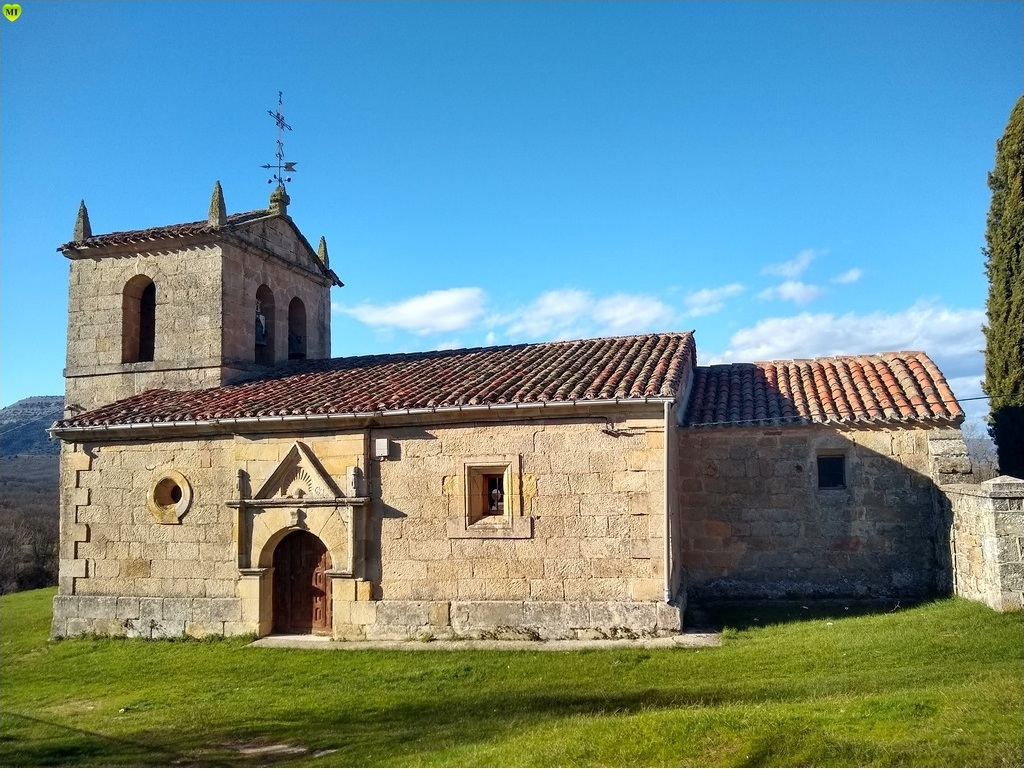
Iglesia de la Inmaculada Concepción

- Destacan también unas tumbas antropomórficas que los vecinos han utilizado siempre como abrevadero para el ganado.
- Actualmente se están realizando excavaciones arqueológicas por la aparición de vestigios que pueden datar de la Edad del Hierro, atribuidos a los Celtas, en unas peñas próximas al pueblo, las conocidas como «Peñas Sacras de Gete». Son unos santuarios de final de la Edad del Bronce, hacia el año 700 antes de Cristo. Las peñas sacras tienen en su parte superior unos hoyos circulares llamados lóculos o vasos de los sacrificios, donde se inmolaban animales; tienen un canalillo para el desagüe de la sangre vertida. Algunas peñas tienen bajorrelieves con apariencia de asientos o tronos, dedicados. Se aprecian también, en la base de algunas peñas, los signos de cristianización de los santuarios célticos con la cruz griega grabada en la roca.[1]

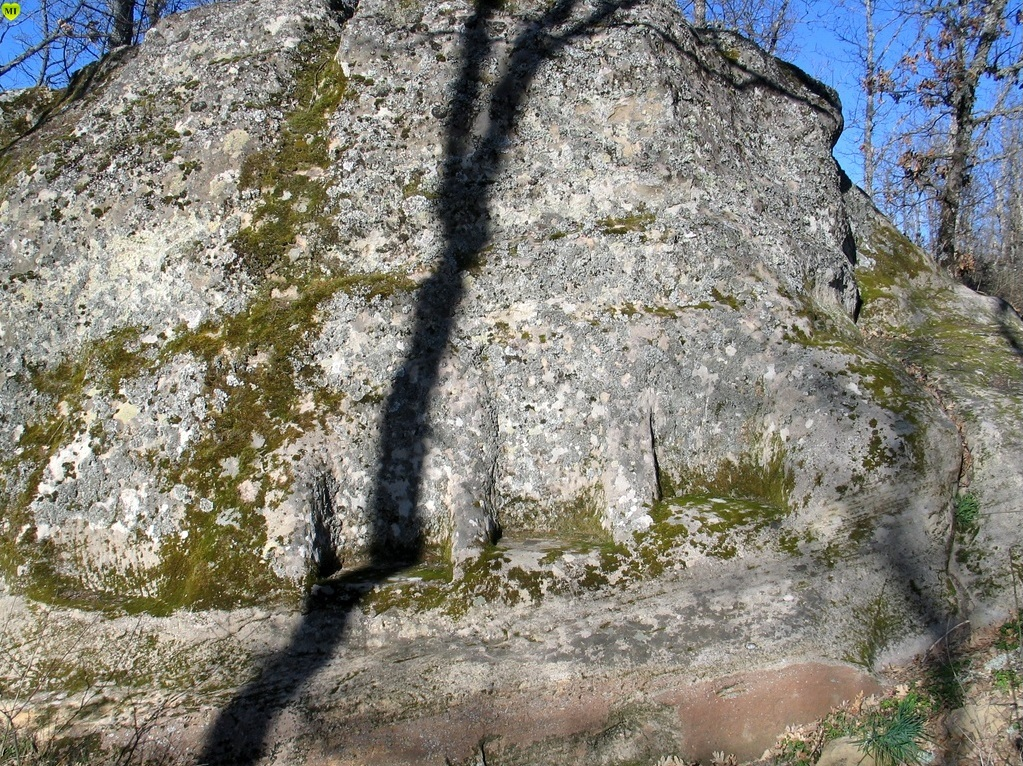
Altar Céltico: Altar de los Tres Tronos

## Fiestas y costumbres
La festividad que se celebra es la de la Inmaculada Concepción, pero desde hace años se ha dejado de realizar el 8 de diciembre, siendo trasladada al primer fin de semana de agosto, donde se realiza la procesión y misa solemne en honor a la virgen durante el día, y la verbena y el baile público por la tarde noche.

## Curiosidades
Tienen en el pueblo gran estima a los hermanos Fray Palacios, monjes de Santo Domingo de Silos, que contribuyeron a la financiación de la carretera del pueblo y fueron precursores en la canalización de la electricidad y el agua corriente. En su honor se levanta una fuente de piedra en la plaza principal de la villa.
La pequeña localidad tiene en la comarca gran fama debido a la belleza de sus mujeres. La tradición dice, sin fundamento, que esto es debido al agua del manantial del que se abastece la pedanía.
La celebridad que alcanzaron los canteros geteros en toda la comarca serrana ha hecho que la localidad sea conocida como el pueblo de los canteros.